# Dschungelburger
Dschungelburger. Hackfleischordnung international ist ein Dokumentarfilm von Peter Heller von 1985, der die verheerenden Folgen der internationalen Fastfood-Produktion für Länder des globalen Südens am Beispiel Costa Ricas zeigt.

## Inhalt
„Der Film (...) ist eine Spurensicherung von den Rinderweiden in den abgelegenen Urwaldregionen Mittelamerikas über die modernsten Schlachthausindustrien der Dritten Welt bis hin zu den Bulettenstrategen in den Konzern-Zentralen. Der Zusammenhang von Armut und Hunger in der Dritten Welt und unseren Ernährungsgewohnheiten wird deutlich. Am Beispiel Costa Ricas fächert der Film verschiedene Aspekte auf: Die fortschreitende Rodung hat unübersehbare ökologische Schäden zur Folge; trotz steigender Produktionsmengen kann sich die einheimische Bevölkerung immer weniger Rindfleisch leisten; fallende Rindfleischpreise ruinieren die kleinen Viehzüchter. Schließlich die Rückwirkung: Fast-Food verdrängt auch in der Dritten Welt allmählich die traditionelle Nahrung.“

Im Film wird betont, dass in Costa Rica in dieser Zeit jährlich 70.000 Hektar Regenwald abgeholzt wurden, die vor allem für Rinderweiden genutzt wurden. Durch die sich verändernden Essgewohnheiten wurden in dem Land auch andere einheimische Lebensmittelerzeuger verdrängt.

## Hintergründe
Der Filmemacher Peter Heller lebte einige Zeit in Mittelamerika und hatte bereits mehrere kritische Dokumentarfilme über Entwicklungen in der Region gemacht.
Der Film Dschungelburger wurde am 9. Oktober 1985 auf dem Internationalen Filmfest Mannheim erstmals aufgeführt und erhielt dort zwei Preise.
Danach wurde er auf verschiedenen Festivals und bei weiteren Gelegenheiten in vielen Städten von Tokio bis New York und Kapstadt bis Helsinki gezeigt und erhielt weitere Preise.

## Bedeutung
Dschungelburger war der erste deutschsprachige Film, der die Zusammenhänge zwischen der modernen Lebensmittelindustrie und den Folgen für die Länder des Südens am Beispiel von McDonalds beleuchtete.
Der Konzern versuchte danach vergeblich, die Vorführungen in Großbritannien und weiteren Ländern zu verhindern. Der Film wurde auch als Beweismittel im McLibel-Prozess gegen diesen verwendet. In der Gegenwart bezieht McDonalds sein Fleisch nur noch aus kontrolliert nachhaltiger Züchtung in den USA, Deutschland und weiteren Ländern.
Zu den problematischen Auswirkungen der modernen Lebensmittelindustrie entstanden in den folgenden Jahrzehnten weitere kritische Filme, wie We Feed the World (2005) und Taste the Waste (2011).
Die Abholzungen von Regenwald in Mittel- und Südamerika gehen bis in die Gegenwart unvermindert weiter, vor allem für Rinderweiden und den Sojaanbau, und beschleunigen den globalen Klimawandel.

## Auszeichnungen
Der Film Dschungelburger erhielt einige Preise bei Filmfestivals
- Internationales Filmfestival Mannheim, 1985[8]
  - Preis der Internationalen Filmkritik (FIPRESCI-Preis) für den besten Dokumentarfilm
  - Preis der internationalen Jury der katholischen Filmarbeit
  - Empfehlung der Jury der Volkshochschulen
- Festival „Tam Tam Video“, Preis
- „Eco Vision“ – europäischer Umweltpreis, 1. Preis für den besten ökologischen Film
- Filmfest Parma, Grand Prix und Goldmedaille für den besten ökologischen Film